# Bendering
Bendering is een plaats in de regio Wheatbelt in West-Australië.

## Geschiedenis
Ten tijde van de Europese kolonisatie leefden de Njakinjaki Nyungah in de streek.
John Septimus Roe verkende de streek in 1848. Van 1868 tot 1876 oogsten een aantal sandelhoutsnijders het merendeel van het sandelhout in de streek. In het begin van de 20e eeuw werd begonnen met de aanleg van spoorwegen in de regio. In 1917 bereikte de spoorweg die vanuit Kondinin naar Narembeen en later tot Merredin zou lopen het plaatsje Bendering. Bendering werd in 1921 officieel gesticht. Het werd vernoemd naar een nabijgelegen waterbron. De naam is Aborigines van afkomst maar de betekenis is onbekend.
In 1922 werd een schooltje geopend. Het zou tot 1950 openblijven waarna de schoolbus naar Kondinin haar intrede deed. Nog in 1922 opende een postkantoor. In 1933 werd een gemeenschapszaal, de 'Bendering Hall', geopend. Door de nabijheid van Kulin en Kondinin zou Bendering zich echter nooit verder ontwikkelen.

## 21e eeuw
Bendering maakt deel uit van het landbouwdistrict Shire of Kondinin. In 2011 was het nog een verzamel- en ophaalpunt voor de oogst van de graanproducenten uit de streek die bij de Co-operative Bulk Handling Group aangesloten zijn. In 2019 was dit niet langer het geval.

## Toerisme
Ten oosten van Bendering ligt het Bendering natuurreservaat waar men wilde bloemen kan bekijken.

## Transport
Bendering ligt langs de Kondinin-Narembeen Road die in verbinding staat met State Route 40 en via de Narembeen-Merredin Road met de Great Eastern Highway. Het ligt 291 kilometer ten oostzuidoosten van Perth, 112 kilometer ten zuiden van Merredin en 10 kilometer ten zuiden van Kondinin.
De spoorweg die door Bendering loopt maakt deel uit van het goederenspoorwegnetwerk van Arc Infrastructure.